# Klein-Moor
Klein-Moor – miejscowość w gminie Seevetal w powiecie Harburg w niemieckim kraju związkowym Dolna Saksonia. Należy do gminy Seevetal od 1 lipca 1972 roku. Klein-Moor zamieszkuje 54 mieszkańców (30 czerwca 2008).

## Położenie
Miejscowość leży pośrodku pomiędzy Groß-Moor a Gut Moor - dzielnicą Hamburga, na bagnistym terenie w dolinie Łaby.
Mniejszą miejscowością w gminie Seevetal jest tylko Groß-Moor. Klein-Moor razem z Meckelfeld (największą miejscowością gminy) wspólnie tworzą (niem. Ortsrat), czyli radę miejscowości. Klein-Moor i Groß-Moor tworzą oazę spokoju w bezpośredniej bliskości metropolii Hamburga z pasącymi się krowami lub końmi na pastwiskach w krajobrazie.

## Gospodarka
Można tu spotkać stare gospodarskie domy kryte strzechą. Mieszkańcy zajmują się albo hodowlą, albo dojeżdżają do pracy w Hamburgu. Najbliższe szkoły i centra handlowe znajdują się również w Hamburgu. Do Hamburga można się dostać samochodem w kilka minut.